# Johann Gabriel Meder
Johann Gabriel Meder, né le 27 juillet 1729 à Zimmernsupra en Thuringe dans le Saint-Empire romain germanique et inhumé le 3 décembre 1800 à Amsterdam, est un compositeur allemand de style préclassique dont la carrière s'est déroulée principalement aux Pays-Bas.

## Biographie
On sait peu de choses de la vie de Johann Gabriel Meder. Vers 1760, il s'installe à Amsterdam dans la république des Sept Provinces-Unies des Pays-Bas, où il organise de nombreux concerts dans lesquels il présente également ses propres cantates et oratorios. 
Pour le mariage de Guillaume V d'Orange-Nassau, stathouder des Provinces-Unies, avec la princesse Wilhelmine de Prusse, Meder compose la cantate La contesa e la pace en 1767.

## Œuvre
L'œuvre de Johann Gabriel Meder se compose de symphonies, de musique de chambre, de cantates et de chansons.

### Œuvres conservées
- Op. 1 : Sei Sinfonie a due Violini, Viola, e Basso due Corni, due Oboe, o Flauti traversi (J. J. Hummel, Amsterdam, vers 1764)
- 2 Symphonies périodiques (1769)
- Op. 3 : 3 symphonies (vers 1783)
- Op. 4 : Simphonie périodique (vers 1786)
- Six Marches pour le clavecin ou pianoforte (J. J. Hummel, Berlin, vers 1794)
- Op. 6 : L’illusion de printemps pour clavecin ou pianoforte, violon et violoncelle (1797)

### Œuvres perdues
- Giuseppe riconosciuto, oratorio (1779)
- La primavera, pastorella (1765)
- Cantate à 5 voix (1766)
- Cantate à 3 voix (1768)
- Recueil d'airs (1797)